# آبی آسمانی
آبی آسمانی (به انگلیسی: Sky blue) نوعی رنگ آبی است که مقادیر بسیار کمی از آبی دریایی خالص دارد. این رنگ نباید با نیلی اشتباه شود. در نقاشی، آبی آسمانی با اضافه کردن مقادیری از آبی به رنگ سفید به دست می‌آید، البته نسبت به مقدار استفاده از رنگ آبی مقادیر متفاوتی به دست خواهد آمد.